# Іоанн Посник

Святий Йоан Посник

Іоанн Посник (12 століття, Київ) — чернець Печерського монастиря, руський православний святий, преподобний. Пам'ять 7 грудня. 

## Життєпис
Біографічні дані невідомі. Преподобний прославляється в 7-му тропарі 5-ї пісні канону служби: 
|  | «Духом водимий, син Вишнього наречеться, Іоанн просвічений постом, словом же живився Божим більше, ніж їжею» |

.

В іконописному оригіналі кінця XVIII століття про зовнішній вигляд преподобного сказано: 
|  | «Сивий, брада Сергієва, на чолі клобук чорний, риза преподобничеська, фон — лазурь». |

В акафісті всім Печерським преподобним про нього сказано: 
|  | «Радуйся, Іоане, бо постом невимовним ти прославився». |

## Мощі
Його мощі спочивають у Ближніх печерах Києво-Печерської Лаври, поряд з церквою преподобного Антонія Печерського. Повідомлення про мощі преподобного Іоанна, які спочивають в Ближніх печерах Києво-Печерського монастиря, поряд з повідомленнями про мощі інших святих з таким же ім’ям вперше зустрічається у творі «Тератургіма» ченця Афанасія Кальнофойського 1638 року.